# Vrt, Kočevje
Vrt este o localitate din comuna Kočevje, Slovenia.